# Laramie Eppler
Laramie Eppler (* 16. August 1997 in Wichita Falls, Texas) ist ein US-amerikanischer Schauspieler. Bekanntheit erlangte der Kinddarsteller durch sein Filmdebüt in The Tree of Life (2011).

## Biografie
Laramie Eppler wuchs in Iowa Park, Texas, auf. Er begleitete Freunde zu einem Rückruf-Casting zu Terrence Malicks The Tree of Life (2011), wo er entdeckt wurde. Der Film erzählt die Geschichte von drei Brüdern, die in den 1950er-Jahren im Mittleren Westen der USA aufwachsen und mit unterschiedlichen Lebenseinstellungen ihrer Eltern (gespielt von Jessica Chastain und Brad Pitt) konfrontiert werden.
Am Casting, das ein Jahr in Anspruch nahm, hatten mehr als 10.000 Kinder aus Texas und Oklahoma teilgenommen. Für den Part des ältesten Sohnes Jack, der im Erwachsenenalter von Sean Penn verkörpert wird, entschied man sich zwischen zwölf Kandidaten, die ins texanische Austin eingeladen wurden. Zwar verlor Eppler den Part an Hunter McCracken, wurde aber mit dem ebenfalls favorisierten Tye Sheridan als Filmbrüder engagiert. Er wurde für den Part des mittleren Bruders R. L. ausgewählt. Den Kinddarstellern und ihren Eltern wurde nur die Rahmenhandlung, nicht aber das genaue Drehbuch gezeigt, da sie so natürlich wie möglich agieren sollten. Der als Schauspieler unerfahrene Eppler erhielt gemeinsam mit McCracken und Sheridan Lob seitens der Fachkritik. Der US-amerikanische Branchendienst Variety beurteilte Sheridan und Eppler als „wundervoll authentisch“.
Eppler besucht gegenwärtig die W. F. George Middle School in seiner Heimatstadt Iowa Park. Neben Sport wie Rodeo arbeitet er bei der landwirtschaftlichen Jugendorganisation Junior FFA mit, wo er u. a. Ziegen ausstellt.

## Filmografie
- 2011: The Tree of Life